# آرایش برگی

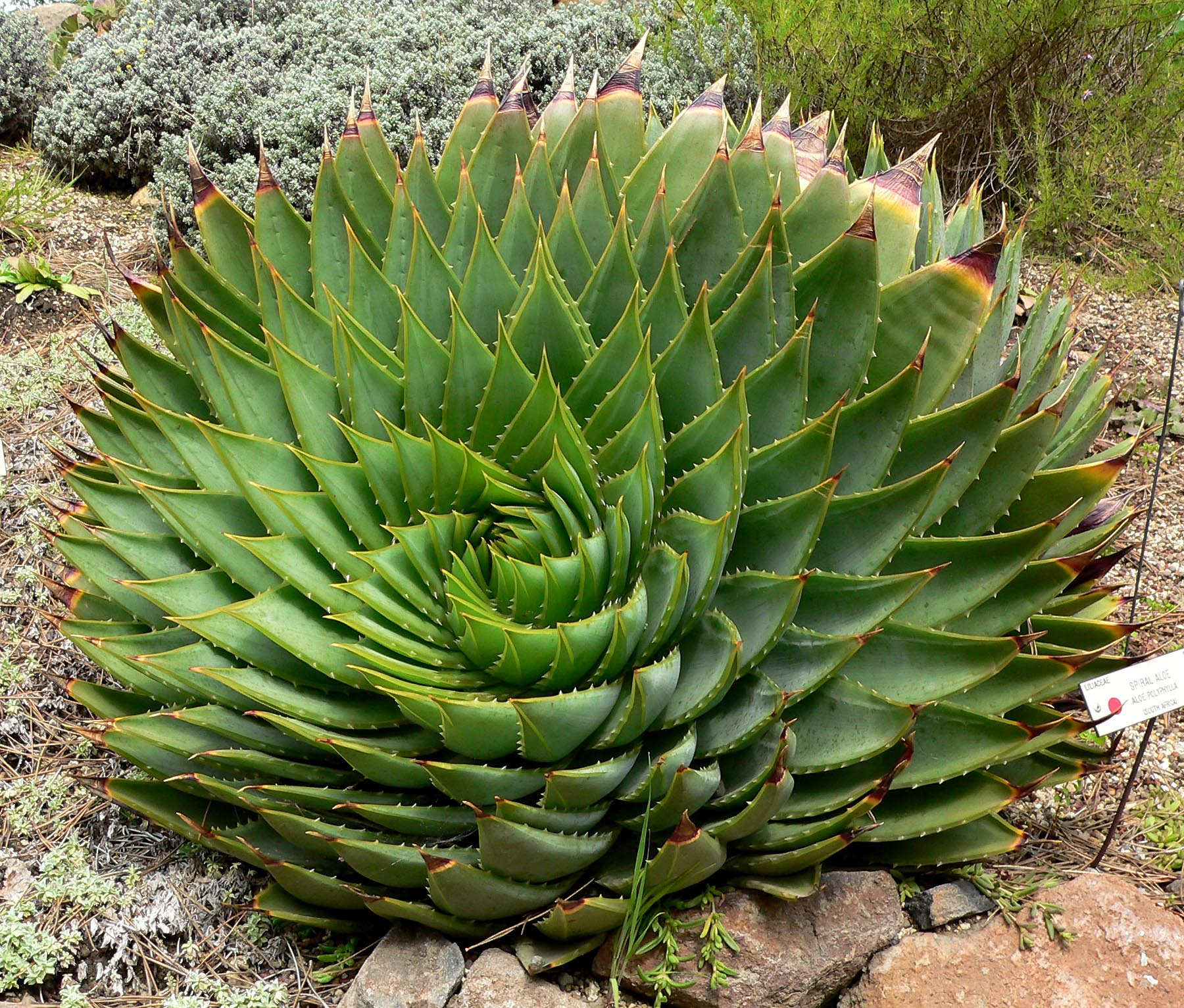
مارپیچ‌های متقاطع شب‌یار مارپیچی

در گیاه‌شناسی آرایش برگی یا شیوه آرایش برگی (به لاتین: phyllotaxis)، ترتیب قرار گرفتن برگها بر روی ساقه گیاه است. (این کلمه از زبان یونانی باستان، «phýllon» به معنی «برگ» و «táxis» به معنی «آرایش یا ترتیب» گرفته شده‌است) مارپیچ‌های برگی گروهی مجزا از الگوهای طبیعت را تشکیل می‌دهند.

## ساختار الگو
آرایش اصلی برگ‌ها روی ساقه بر سه نوع است: برگ‌های متقابل، برگ‌های متناوب، برگ‌های فراهم. برگ‌ها ممکن است مارپیچی هم باشند در صورتی که چند برگ از یک جای ساقه (گره) به وجود آمده یا به نظر برسد که به وجود آمده‌اند. این آرایش در گیاهان نسبتاً غیرمعمول است مگر در گیاهانی که به‌طور ویژه‌ای دارای میان‌گره کوتاه باشند. ماکادمیا از درختانی است که آرایش برگی مارپیچی دارند.

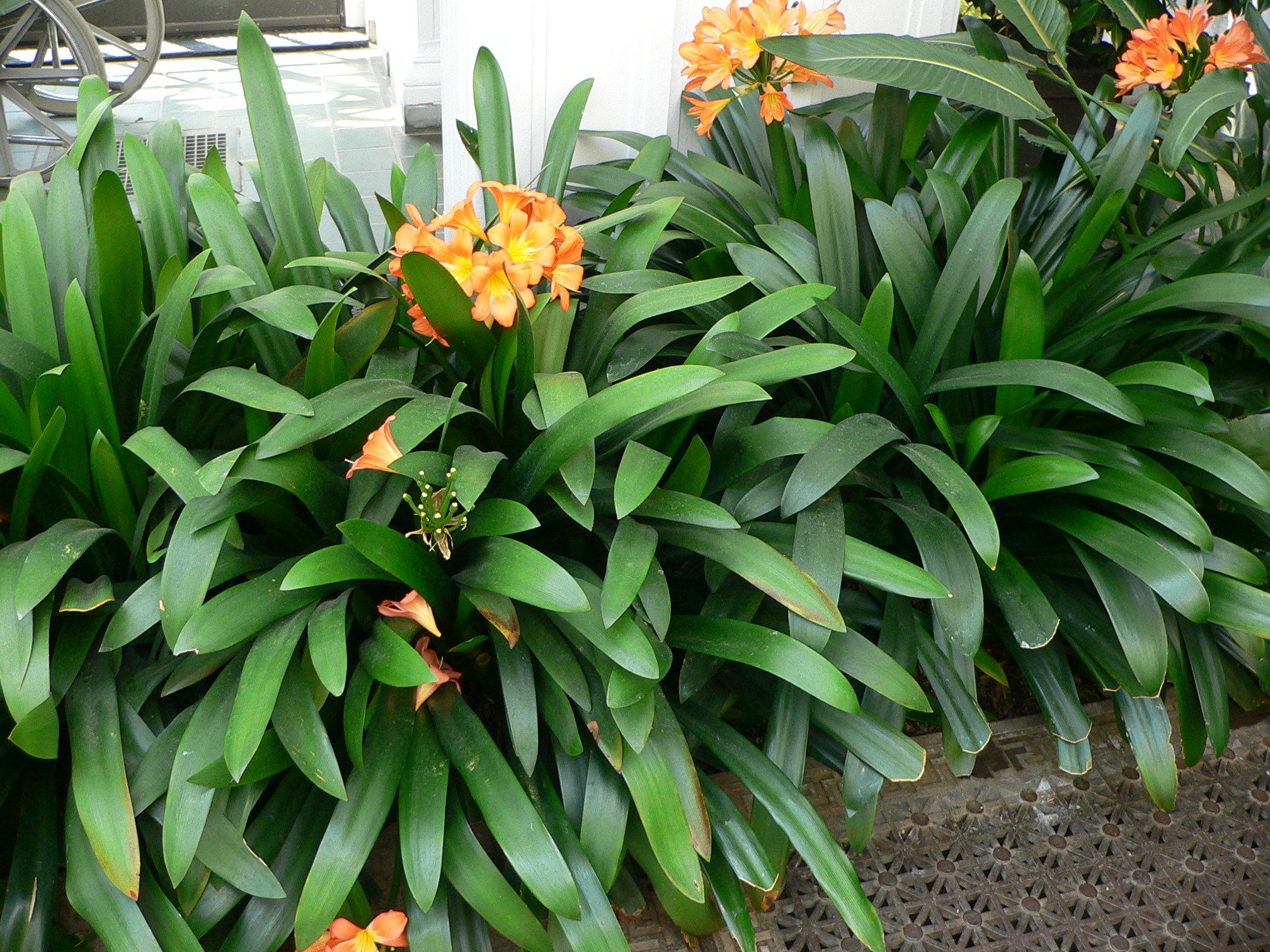
آرایش برگ دوشقی در خورشیدی